# Ценкер, Ганс
Ганс Це́нкер (нем. Hans Zenker; 10 августа 1870, Билиц, Силезия — 18 августа 1932, Гёттинген, Нижняя Саксония) — немецкий адмирал, командующий рейхсмарине в 1924—1928 годах.

## Биография
Поступил на службу в кайзеровский флот в 1889 году, служил на различных кораблях, командовал торпедными катерами, крейсерами «Любек» (1911) и «Кёльн» (1912—1913). В 1916—1917 был командиром линейного крейсера «Фон дер Танн», в этом качестве участвовал в Ютландском сражении.
В 1917 году был начальником отдела в морском генеральном штабе, в 1918 вплоть до окончания Первой мировой войны — командующим разведывательными силами Северного моря. Затем последовательно занимал должности инспектора артиллерийского вооружения флота, командующего Морской станцией Северного моря, затем командующего ВМС.